# Frederic Mitchell Hodgson
Frederic Mitchell Hodgson (1851 - 6 août 1925) était un administrateur colonial anglais, qui a été gouverneur de la Côte-de-l'Or britannique, le futur Ghana, de 1898 à 1900, puis de la Barbade de 1900 à 1904.

## Biographie
Fils du révérend Octavius Arthur Hodgson, dans le Dorset, Frederic Mitchell Hodgson a commencé à travailler dans le service bancaire de la Poste britannique de 1868 de 1869 puis devient directeur des services postaux en Guinée anglaise de 1882 à 1888. 
Ensuite, pendant dix ans, de 1888 à 1898 il a été secrétaire colonial de la « Gold Coast ». Une période au cours de laquelle, en 1892, il crée la force militaire des « Gold Coast Rifle Volunteers », dont il prend la tête, pour résister aux révoltes du peuple ashanti.
Afin de marquer l'écrasement définitif du pouvoir ashanti, il remonta sur Kumasi pour saisir le fameux trône d'or des souverains, le Trône royal Ashanti, en 1899. Il exigeait en effet qu'on lui permette de s'asseoir sur le Trône d'Or. Cette décision provoqua une rébellion armée, la « Guerre du Trône d'Or », qui commence 28 mars et se propage dans toute la « Côte de l'Or ». Le gouverneur Frederick Mitchell Hodgson est assiégé dans Kumasi, opération qui prend fin le 30 septembre. Ce conflit militaire débouche sur l'annexion du territoire Ashanti à l'Empire Britannique, même si le caractère sacré du Trône d'Or fut préservé. 
Après son départ, de 1900 à 1908, les exportations du Ghana passent de moins de 1 000 à 20 000 tonnes, puis doublent en deux ans pour atteindre 40 000 tonnes en 1910. Le Ghana devient premier producteur mondial de cacao en 1911 ou 1918, selon les versions.

## Distinctions
- Ordre de Saint-Michel et Saint-Georges Chevalier Commander (KCMG) en 1899. Comagnon (CMG) en 1891.